# Klasina Seinstra
Klasina Seinstra (Luxwoude, 26 maart 1968) is een Nederlandse langeafstandsschaatser en schaatscoach.

## Biografie

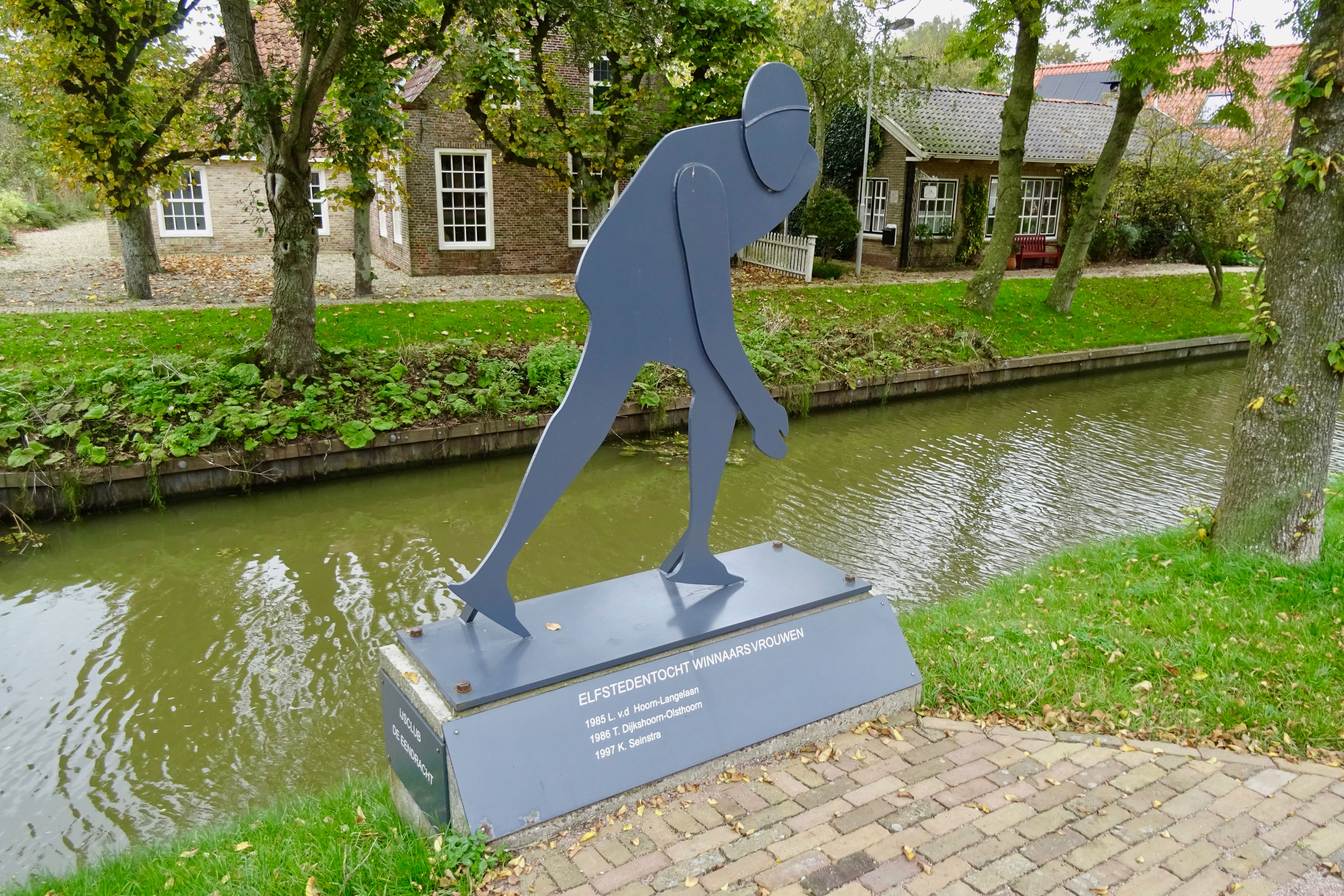
Sculptuur in Alde Leie, ter ere van de winnaressen van de Elfstedentocht Lenie van der Hoorn (1985), Tineke Dijkshoorn (1986) en Klasina Seinstra (1997)

Seinstra nam op 28-jarige leeftijd deel aan de Vijftiende Elfstedentocht en finishte als eerste vrouw. In de laatste meters op de Bonkevaart wist ze de 20-jarige Gretha Smit te verslaan. De wedstrijd had nog geen aparte categorie voor vrouwen en Seinstra was dus geen officiële winnares van de tocht. Ze stapte na afloop spontaan het podium op, naast winnaar Henk Angenent met de winnaarskrans. Achteraf bleek dat ze tijdens de tocht zwanger was.
Op 18 januari 2021 werden Klasina Seinstra en de eerstgefinishte vrouwen van 1985, Lenie van der Hoorn en 1986, Tineke Dijkshoorn alsnog gehuldigd als winnaars. Uit handen van de voorzitter van de Koninklijke Vereniging De Friesche Elf Steden ontvingen ze een oorkonde en een vaas waarop de route was afgebeeld. Hun namen zijn toegevoegd aan het monument Elfstedenrijder te Leeuwarden en haar naam en foto staan ook op het Elfstedenmonument te Bartlehiem. Op 9 september 2017 onthulde Seinstra tevens een Elfstedenmonument te Vrouwenparochie. Ook op dat monument wordt haar naam vermeld.
Op 1 februari 1997 werd ze ook eerste bij de vrouwen in de Alternatieve Elfstedentocht op de Weissensee, welke prestatie zo ook al in 1995 en 1996 had volbracht en in 1999 voor de vierde keer. Op 8 februari 1997 voegde ze er haar tweede ONK-titel marathon op natuurijs aan toe. Ook in 1996 legde ze beslag op deze titel; beide jaren behaald in Oostenrijk op de Plansee bij Reutte. Op 28 december 1996 won Seinstra in Utrecht de Nederlandse marathontitel op kunstijs.
Na haar actieve schaatscarrière werd Seinstra ploegleider van marathonteams, de Frisia-ploeg en Zuidema-Kranen. In het seizoen 2006/2007 was Seinstra trainer van het Team Asics/ Right to Play, samen met Falko Zandstra. Daarna gaf ze schaatsles in de Elfstedenhal te Leeuwarden. 

## Palmares
- De 100 van Eernewoude (50/60 km): 1994 en 1996
- De Alternatieve Elfstedentocht op de Weissensee (Oostenrijk): 1995, 1996, 1997 en 1999
- ONK marathon op natuurijs: 1996, 1997
- Oldambtrit (60 km): 1996
- KNSB Cup: 1996, 1997 en 1999
- NK marathon op kunstijs: 1997

Seinstra heeft ook deelgenomen aan de Fietselfstedentocht en in 2009 aan de Elfstedenwandeltocht. Zij kwam hierdoor in aanmerking voor het Elfstedenbrevet dat aan een ieder wordt uitgereikt die de tocht minstens eenmaal schaatsend, fietsend en lopend heeft volbracht. Tot 2009 is aan ongeveer 1240 personen dit brevet uitgereikt. In april 2010 heeft ze het brevet uit handen van de commissaris van de Koning van Fryslân ontvangen.